# Aeolothrips metacrucifer
Aeolothrips metacrucifer är en insektsart som beskrevs av Bailey 1951. Aeolothrips metacrucifer ingår i släktet Aeolothrips och familjen rovtripsar. Inga underarter finns listade i Catalogue of Life.